# میزبان (زیست‌شناسی)

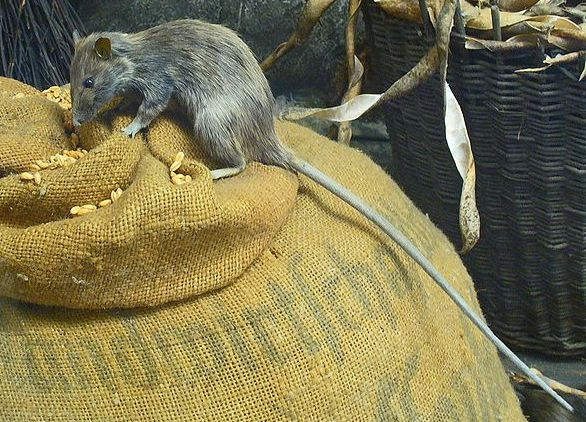
موش صحرایی سیاه یک میزبان طبیعی برای طاعون خیارکی است. نوعی کک که به موش می‌چسبد میزبان این بیماری است.

میزبان در زیست‌شناسی و پزشکی به موجود زنده‌ای گفته می‌شود که به یک انگل پناه داده و رابطه متقابل یا رابطه هم‌زیستی کامنسال برقرار می‌کند. میزبان اغلب تغذیه و پناه‌گاهی برای انگل فراهم می‌کند. حیواناتی است که نقش میزبان برای کرم‌های انگلی (مثلاً کرم‌های لوله‌ای) را ایفا می‌کنند، سلول‌هایی که میزبان ویروس‌های بیماری‌زا هستند و گیاه لوبیایی که میزبان باکتری‌های نیتروژن متقابل (ریزوبیا) است؛ همگی میزبان به حساب می‌آیند. دامنه میزبان مجموعه میزبان‌هایی است که یک ارگانیسم می‌تواند به عنوان شریک زندگی از آنها استفاده کند.

## انواع میزبان‌ها
- میزبان قطعی یا اولیه (Definitive) ارگانیسمی که در آن انگل به بلوغ می‌رسد و در صورت امکان تولید مثل می‌کند. این نوع میزبان همان میزبان نهایی است.
- میزبان میانجی یا ثانویه (Intermediate) ارگانیسمی که میزبان انگل نابالغ است و انگل در آن هنوز چرخه زندگی خود را تکمیل نکرده است. این میزبان اغلب به عنوان یک ناقل انگل عمل می‌کند تا آن را به میزبان قطعی خود برساند.
- میزبان انتقال‌دهنده (Paratenic) ارگانیسمی که در زندگی انگل مثلاً با نگه داشتن تخم‌هایش نقش دارد اما چرخه زندگی انگل درون آن یا روی آن هیچ گونه پیشرفتی نمی‌کند و میزبان صرفاً یک انتقال‌دهنده است.
- میزبان بن‌بست (Dead-end) ارگانیسمی که یک عامل بیماری‌زا را در خود جای می‌دهد اما خود هیچ عارضه‌ای را متحمل نمی‌شود. با این وجود، این میزبان به عنوان منبع عفونت سایر گونه‌های مستعد است.[۱]